# Jürgen Matschie

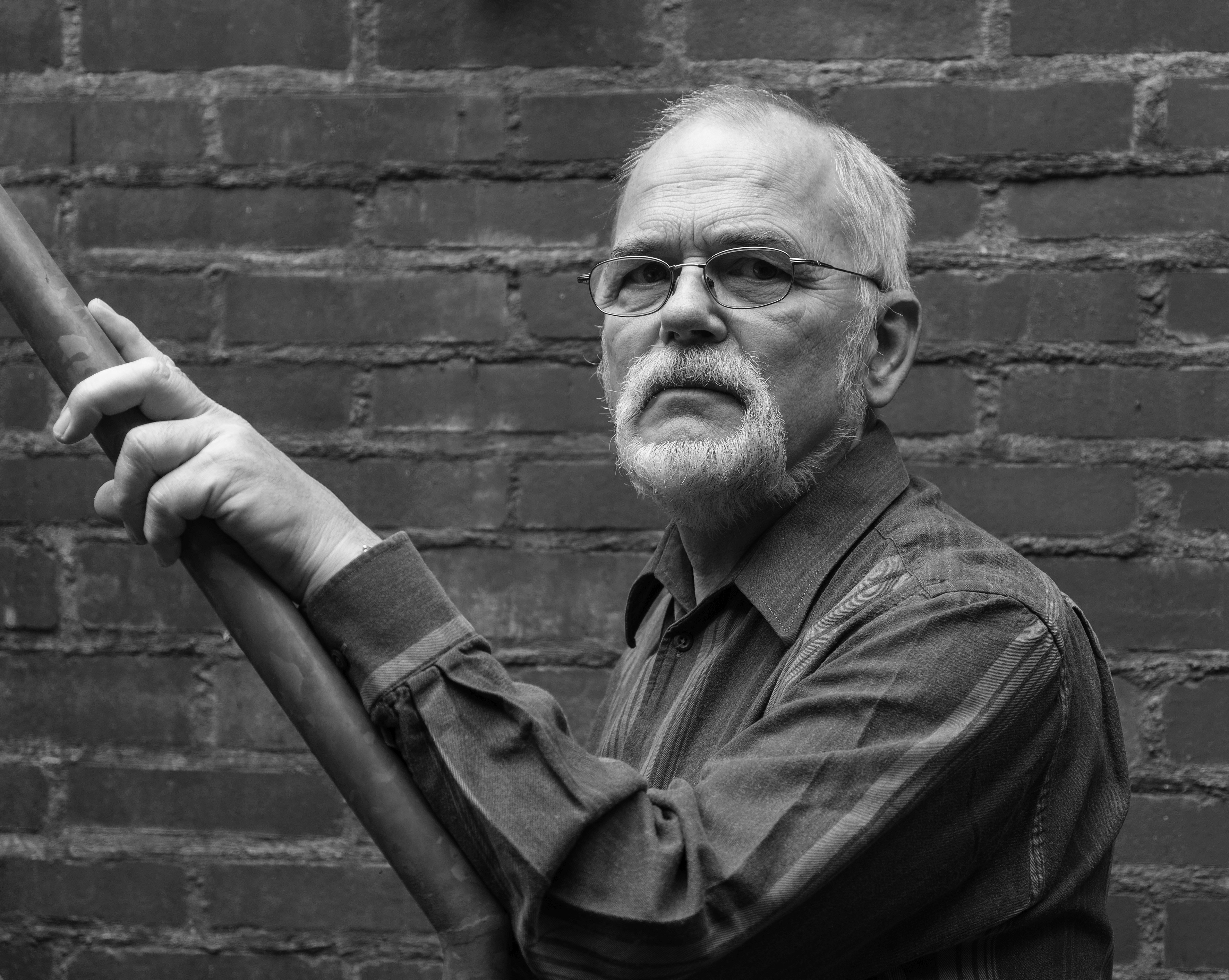
Selbstporträt 2022

Jürgen Matschie (sorbisch Jürgen Maćij; * 28. Februar 1953 in Bautzen) ist ein deutscher Fotograf.

## Werdegang
Matschie entstammt einer deutsch-sorbischen Familie aus dem Oberlausitzer Dorf Spreewiese. Sein Vater war begeisterter Hobbyfotograf. Jürgen Matschie absolvierte eine Werkzeugmacherlehre im VEB Preßwerkzeugbau Großdubrau. Während seines Wehrdienstes erfolgten erste fotografische Versuche. Von 1974 bis 1977 schloss sich ein Technologiestudium an der Ingenieurschule für Maschinenbau in Bautzen an. Zu diesem Zeitpunkt erwarb er die ersten Kameras und eine Laborausstattung zur nächtlichen Arbeit in der elterlichen Küche in Spreewiese. Danach war er beim VEB Kondensatorenwerk Görlitz als Technologe beschäftigt. Dort wurde er Mitglied der „Fotogruppe 63“ des Kulturbundes der DDR.
1979 zog Matschie nach Bautzen und widmete sich dort bis 1987 der sorbischen Kulturarbeit im Haus für sorbische Volkskunst. Er war im Bereich Amateurfilm und -fotografie tätig, initiierte Fotoaufträge und -ausstellungen in der Lausitz und arbeitete darüber hinaus im Bezirksvorstand der Gesellschaft für Fotografie beim Kulturbund der DDR mit. Von 1983 bis 1986 absolvierte er auch ein dreijähriges Fernstudium der Fotografie an der Hochschule für Grafik und Buchkunst Leipzig bei Horst Thorau. Von 1986 bis 1989 war Matschie Mitglied im Verband Bildender Künstler der DDR (Kandidatenstatus), der Fotograf Thomas Kläber war sein Bürge und Mentor. 1988 wechselte er in die Freiberuflichkeit als Fotografiker in Bautzen und begann mit eigenen künstlerischen Projekten sowie der Auftragsarbeit für verschiedene Museen, Archive und Verlage der Lausitz. Seit 2003 widmet er sich der Aufarbeitung von Vor- und Nachlässen Lausitzer Fotografen wie zum Beispiel Erich Rinka, Kurt Heine oder Gerald Große. 2008 war er Mitbegründer der ASA-Gruppe Fotografie, der heute Frank Höhler, Thomas Kläber und Georg Krause angehören und mit der er zahlreiche Ausstellungen realisiert hat.
Matschie ist Mitglied im Bundesverband Bildender Künstlerinnen und Künstler.
Matschie ist verheiratet mit der ehemaligen Leiterin des Domowina-Verlages, Maria Matschie (sorb. Marka Maćijowa). Er lebt und arbeitet in Bautzen-Seidau.

## Werk

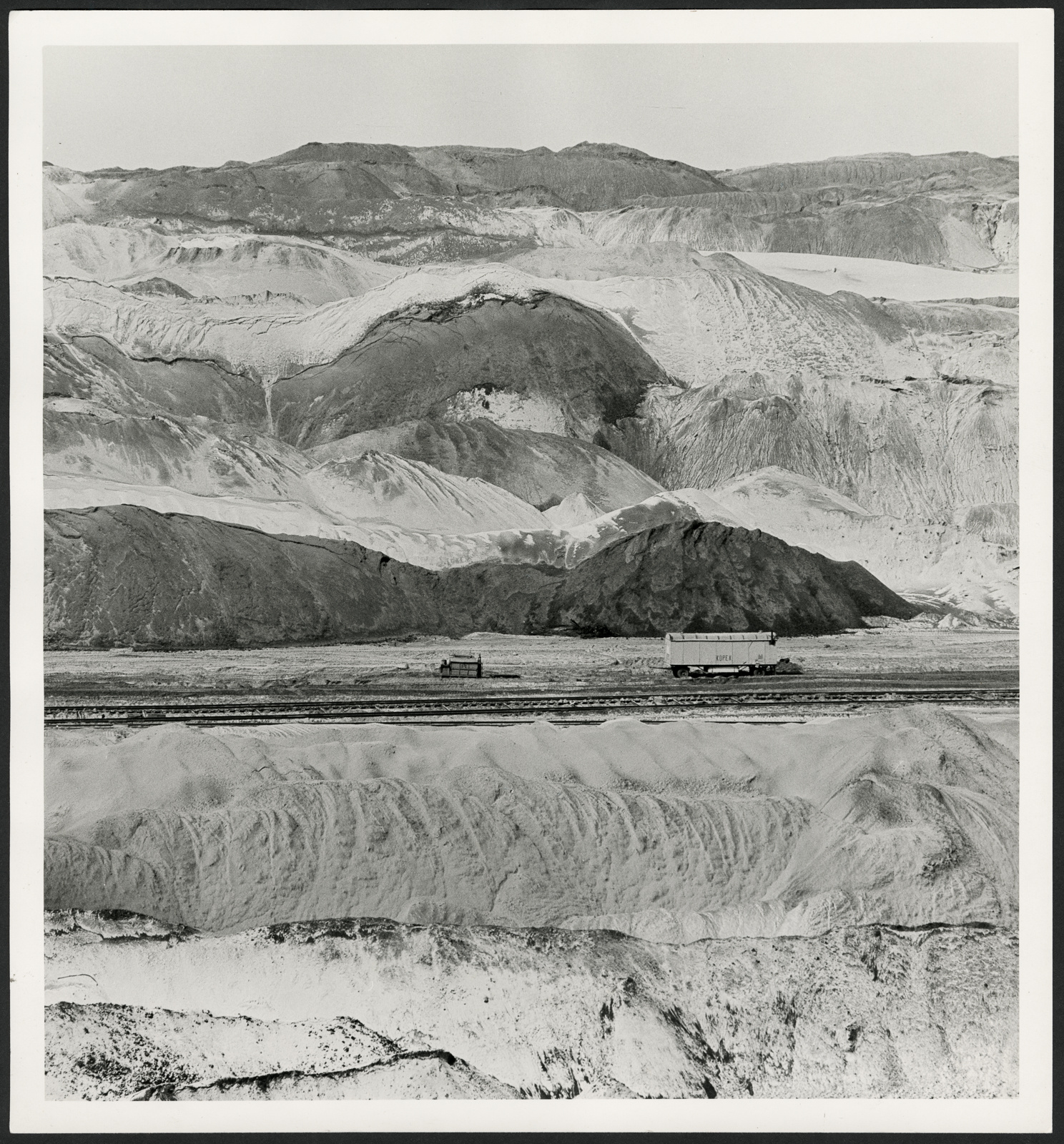
Tagebaulandschaft I (1985) aus der Serie Tagebaulandschaft

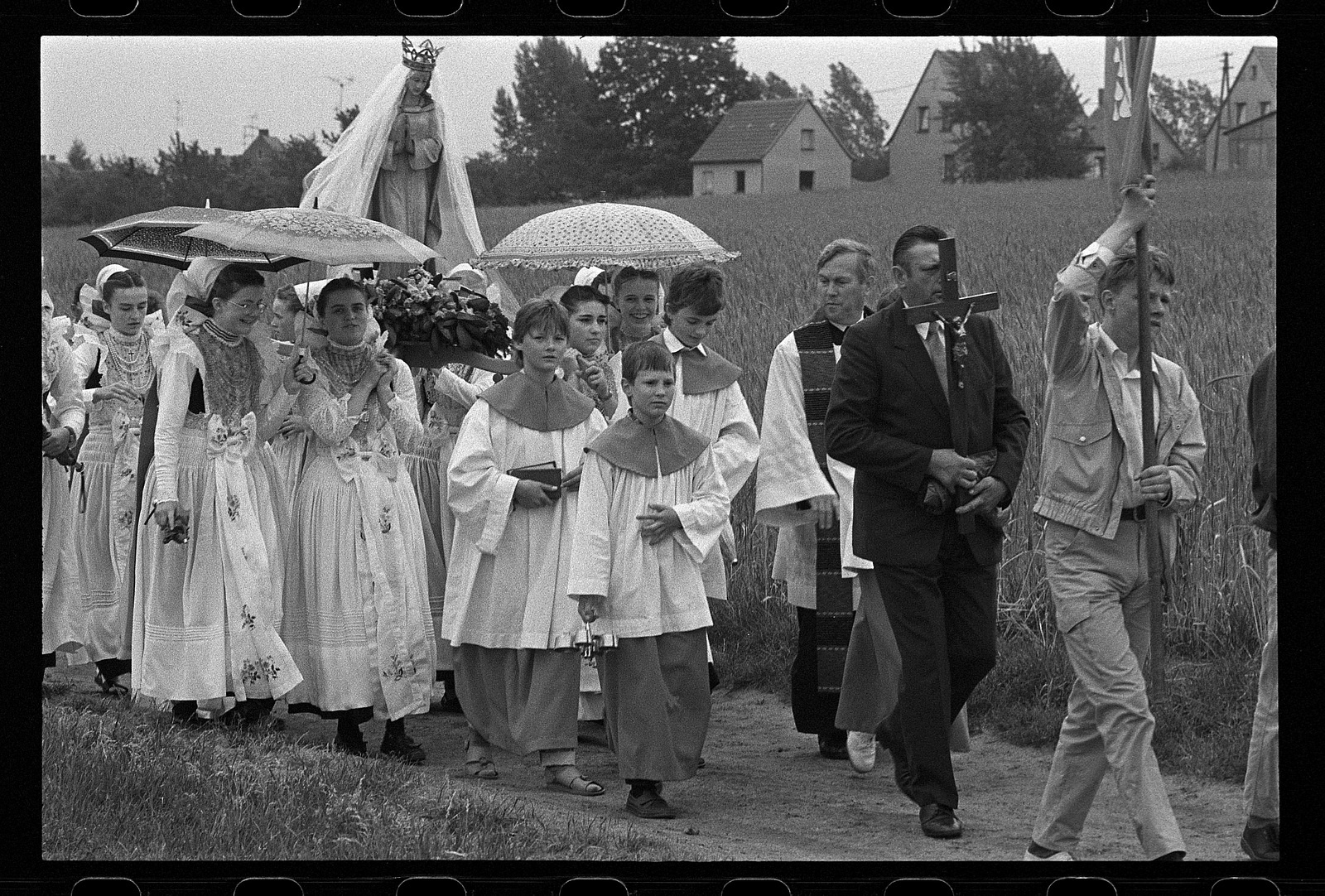
Marienwallfahrt (1990) aus der Serie DOMA – Fotografien aus der Lausitz

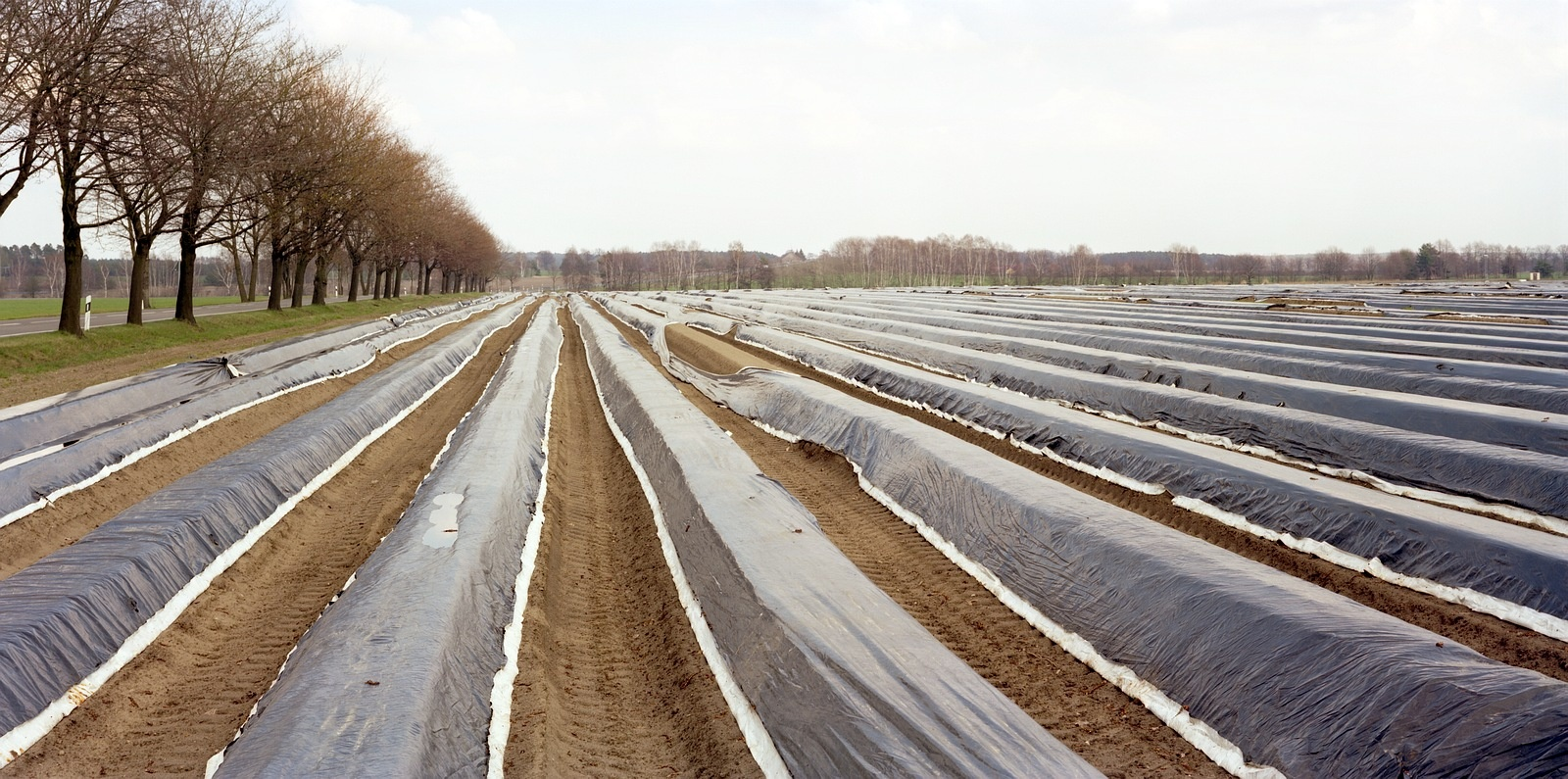
Spargel unter Folie (2004) aus der Serie Agrarlandschaften 2002–2008

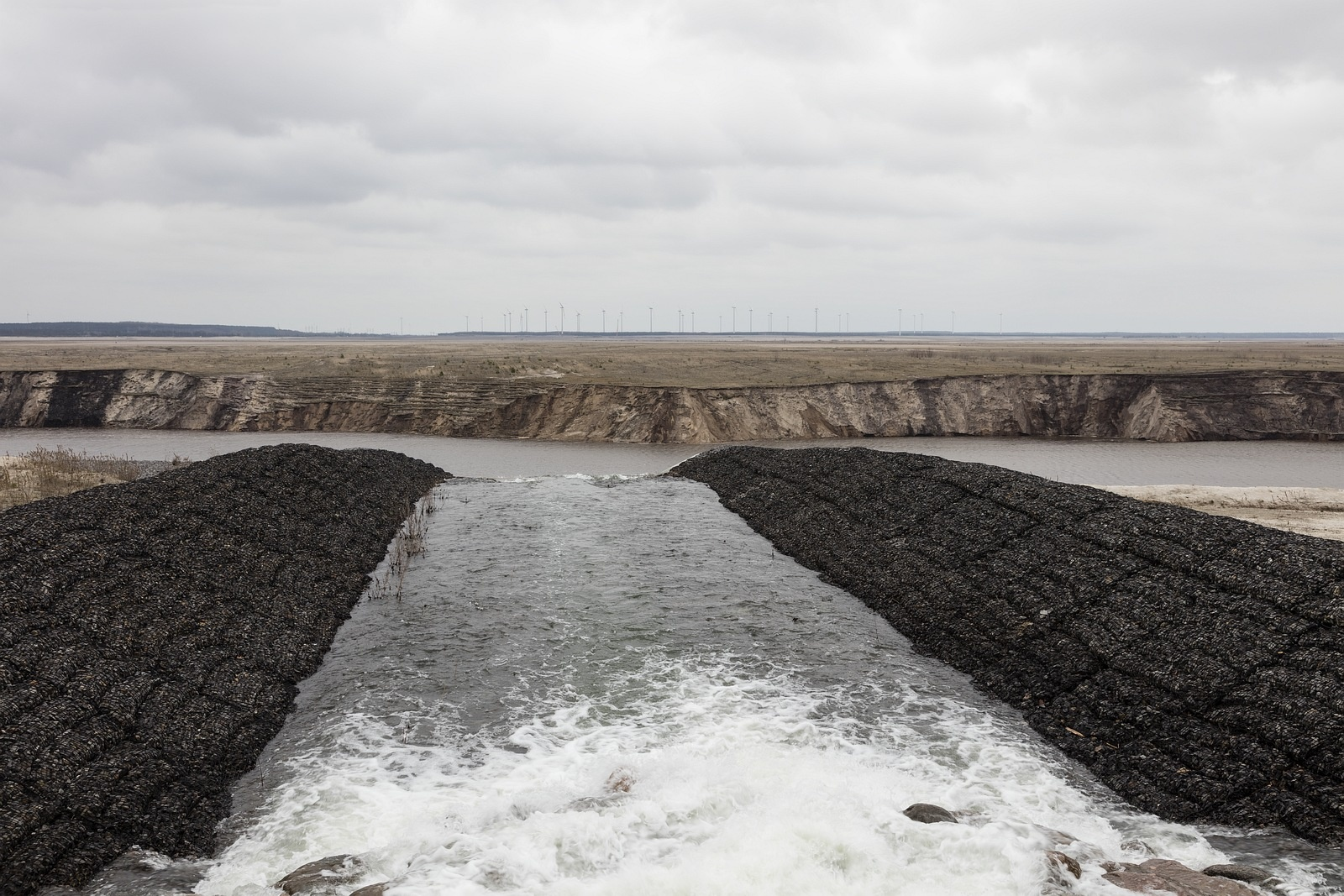
Flutung des Tagebaus Cottbus-Nord (2020) aus der Serie Bergbaufolgelandschaften 2009–2020

Die Menschen und die Kulturlandschaft der Lausitz – das sind die beiden großen Themenstränge, mit denen sich Jürgen Matschie als Fotograf seit den 1970er Jahren bis in die Gegenwart hinein befasst. Demografischer Wandel, generationelle Veränderungen, Modernisierungsprozesse, der politische Umbruch 1989/90 und der Widerhall globaler Entwicklungen im Lokalen werden in seinen Fotografien dieser im Südosten des heutigen Brandenburgs und im Nordosten Sachsens gelegenen Gegend sichtbar. Viele Jahre lang hat er Menschen in ihrem zumeist dörflichen Umfeld in ihrem alltäglichen und besonderen Tun mit der Kamera begleitet. Das 1995 erschienene Buch „DOMA“ – das sorbische Wort für Zuhause – stellt eine Art Essenz dieser Auseinandersetzung dar: ein behutsames visuelles Soziogramm der Region und ihrer Bewohnerinnen und Bewohner, deren Leben in den 1980er Jahren noch stark von der sorbischen Kultur geprägt war. Gleichermaßen kennzeichnend für die Lausitz war und ist die extensive industrielle Nutzung der Natur zur Braunkohlegewinnung. Die massive Transformation der Landschaft durch den Tagebau ebenso wie die erneute Umwandlung durch sukzessive Stilllegung und Renaturierung im Zuge der Energiewende haben Einfluss genommen auf ihre Identität.
In Langzeitprojekten wie den 1985 begonnenen „Bergbaulandschaften“ und den seit 2010 daran anschließenden „Bergbaufolgelandschaften“ hat Jürgen Matschie diese Entwicklung konsequent verfolgt und in meist in Buchform veröffentlichten und vielfach ausgestellten Serien verdichtet, deren Einzelbilder gleichermaßen ausdrucksstark sind. Mal sind diese Aufnahmen stärker dokumentarischen Charakters, wenn die im Tagebau tätigen Arbeiterinnen und Arbeiter ins Zentrum gerückt werden, mal dominiert eine formal-ästhetische Aussage, wenn die von den großen Abraumbaggern geschaffenen Formen so erfasst werden, dass den Motiven im Ausschnitt oder als Detail eine nahezu abstrakte Qualität zukommt.
Während Jürgen Matschie den Tagebau wie auch seine Dokumentation der Arbeit und Architektur der daran angegliederten verarbeitenden Industrie überwiegend in Schwarzweiß fotografiert hat, hält er die sukzessive Schließung der Gruben und die sich daran anschließenden Renaturierungsprozesse, in deren Zuge neue Landschaften, Freizeitgebiete und touristische Infrastrukturen entstehen, in Farbe fest. Auch die zwischen 2002 und 2008 entwickelten Serie der „Agrarlandschaften“ – konzeptuell angelegt mittels der durchgängigen Verwendung des Panoramaformats – entstand in Farbe, ebenso seine 2007 begonnene Serie der „Stadtlandschaften“, mit denen er das geografische Spektrum auf kleine und große Städte in Süd-, Mittel- und Osteuropa erweitert. Porträts sind immer wieder Teil der größeren Projekte, wie „Rohne und Umgebung“ oder „Brunica. Leben mit der Kohle“. Mit der in zwei Bänden vorgelegten Publikation zu „Künstlern der Oberlausitz“ differenziert Jürgen Matschie auch dieses Genre weiter aus, wenn er Malerinnen, Bildhauer und Grafikerinnen in ihren Ateliers und Wirkungsstätten porträtiert.
Begreift man das Anliegen der fotografischen Dokumentation als eines, das von Zeit und ihrem Wesen zwar immer nur fragmentarisch und subjektiv, aber doch mit dem Anspruch der Wahrhaftigkeit zu berichten vermag, dann ist Jürgen Matschie als eine Art Chronist in Tradition einer sozialdokumentarischen Fotografie zu beschreiben. Doch parallel zu dieser Ebene und diese häufig kreuzend weist sein Werk noch eine weitere Dimension aus: eine, mit der die äußere Wirklichkeit formal strukturiert und ästhetisch durchdrungen wird. Spannungsvoll bewegt sich das fotografische Œuvre Jürgen Matschies zwischen diesen beiden Polen.

## Bestand in der Deutschen Fotothek
Jürgen Matschie ist bislang mit rund 700 Prints im Bestand der Deutschen Fotothek vertreten. Einige S/W-Aufnahmen wurden bereits 1987 angekauft, 2007 folgte die Erwerbung eine Mappe zur Bildhauerin Dorothea von Philipsborn. 2022 wurde Jürgen Matschie in Regelung seines Vorlasses in das Archiv der Fotografen aufgenommen. In diesem Zuge sind zunächst rund 600 Fotografien aus allen Schaffensphasen in die Sammlung eingegangen; sukzessive werden weitere folgen. Zusätzlich werden 92 Motive zur sorbischen Kultur, die sich als Prints im Sorbischen Institut in Bautzen befinden, digital im Fototheksportal präsentiert.

## Einzelausstellungen (Auswahl)
Jürgen Matschie kann auf eine lange Reihe von Einzelausstellungen verweisen, die Zahl seiner Ausstellungsbeteiligungen, auch im Ausland, liegt weit über 100.
- 1982/83: Ludzie z Łużyc, Dom kultury Zgorzelec, Bolesławiec und Jelenia Góra
- 1985: Fotografie III. Matthias Lüttig, Jürgen Matschie, Franz Zadnicek, Galerie der Volkskunst – Leonhardi-Museum, Dresden
- 1998: Lausitzer Parklandschaften. Bad Muskau, Orangerie im Fürst-Pückler-Park
- 1999: Niederlausitzer Landschaften. Cottbus, Wendisches Haus
- 2002: Doma – Porträts aus der Lausitz. Wien, Galerie auf der Pawlatsche
- 2007: Menschen aus Spreewiese. Bautzen, Burgtheater
- 2009: Aufgestanden! Bautzen im Herbst 89. Bautzen, Gedenkstätte
- 2010: Künstler der Oberlausitz. Zittau, Städtische Museen
- 2014: Annäherungen. Eisenhüttenstadt. Frank Höhler, Thomas Kläber, Jürgen Matschie, Luc Saalfeld, Leonhardi-Museum Dresden
- 2015: Wandlung einer Landschaft. Dissen, Heimatmuseum
- 2017: Stadtlandschaften. Görlitz, Fotomuseum
- 2019: Schreiborte. Kamenz, Lessing-Museum, Malzhaus
- 2019: Künstler der Oberlausitz. Pulsnitz, Ostsächsische Kunsthalle[2]
- 2022: Schicht – Umbrüche im Revier. ASA-Gruppe Fotografie, Energiefabrik Knappenrode

## Veröffentlichungen
- Doma. Fotografien aus der Lausitz. Domowina-Verlag, Bautzen 1994, ISBN 978-3-7420-1609-6.
- Sorbische Bräuche. (Zusammen mit Hanka Fascyna.) Domowina-Verlag, Bautzen 2006, ISBN 3-7420-1686-5.
- Brunica – Leben mit der Kohle. (Mit einem Essay von Róža Domašcyna.) Domowina-Verlag, Bautzen 2011, ISBN 978-3-7420-2202-8.
- Annäherungen. Eisenhüttenstadt. Ein fotografischer Essay. (Zusammen mit Frank Höhler, Thomas Kläber und Luc Saalfeld.) Leonhardi-Museum, Dresden 2014.
- Tief im Osten. Die Lausitz im Wandel 1976–2020. Bildband mit einem Vorwort von Bernd Lindner, Mitteldeutscher Verlag, Halle (Saale) 2020, ISBN 978-3-96311-403-8.
- Marius Winzeler; Jürgen Matschie (Foto): Das Kloster St. Marienstern. Leuchtender Stern im Kamenzer Land, hg. von Zisterzienserinnen-Abtei St. Marienstern, Panschwitz-Kuckau 2021, ISBN 978-3-00-071684-3.

### Herausgeberschaften
- Erich Rinka – Fotograf. Domowina-Verlag, Bautzen 2007, ISBN 978-3-7420-2068-0.
- Pawoł Rota. Delany – Erinnerung in Bildern. Domowina-Verlag, Bautzen 2010, ISBN 978-3-7420-2180-9.
- Erich Schutt. Fotografien der Niederlausitz 1948–1991. Domowina-Verlag, Bautzen 2012, ISBN 978-3-7420-2214-1.
- Kurt Heine – Bildchronist. Domowina-Verlag, Bautzen 2013, ISBN 978-3-7420-2267-7.
- Wotmolowane – Mit Licht gemalt. Historische Fotografien in der sorbischen Oberlausitz. Domowina-Verlag, Bautzen 2017, ISBN 978-3-7420-2418-3.
- Wótmólowane – Mit Licht gemalt. Historische Fotografien in der sorbischen/wendischen Niederlausitz. Domowina-Verlag, Bautzen 2017, ISBN 978-3-7420-2419-0.
- Thomas Kläber – Land.Leben – Na jsy 1968–2018. Domowina-Verlag, Bautzen 2020, ISBN 978-3-7420-2539-5.

## Mitgliedschaften
- 1986–1989: Mitglied im Verband Bildender Künstler der DDR (Kandidatenstatus)
- 1991–1997: Gründungsmitglied des Sorbischen Künstlerbunds e. V.
- 1993: Mitglied im Bundesverband Bildender Künstlerinnen und Künstler – Landesverband Bildende Kunst Sachsen/Künstlerbund Dresden e. V.
- 1996 Berufung in die Deutsche Gesellschaft für Photographie (DGPh)

## Auszeichnungen
- 1990: Kunstpreis der Domowina, für Fotografien zum Thema Bergbau
- 2000: Kunstpreis der Oberlausitz